# 풀크리노두스 인플라투스
풀크리노두스 인플라투스(Pulchrinodus inflatus)은 참이끼목에 속하는 이끼의 일종이다. 풀크리노두스과(Pulchrinodaceae)와 풀크리노두스속(Pulchrinodus)의 유일종이다.